# زرتو بالا (غهرة)
زرتو بالا (بالفارسية: زرتو بالا) هي قرية تقع في إيران في قسم غهرة الريفي. يقدر عدد سكانها بـ 61 نسمة .